# 中央区立月島第二小学校
中央区立月島第二小学校（ちゅうおうくりつ つきしまだいにしょうがっこう）は、東京都中央区勝どきにある公立小学校。

## 沿革
- 1909年（明治42年）
  - 4月1日[1] - 「東京市月島第二尋常小学校」として開校。
  - 日付不明 - 月島西仲通り8丁目に木造平屋建て校舎が落成。佃島尋常小学校の児童が移収され、授業開始。
- 1923年（大正12年）9月1日 - 12時頃に発生した関東大震災により、校舎が全焼。
- 1927年（昭和2年） - 鉄筋コンクリート造り3階建て復興校舎・屋内体操場新築。7月7日を開校記念日と定める。
- 1941年（昭和16年） - 国民学校令により、「東京府東京市月島第二国民学校」と改称。
- 1943年（昭和18年） - 東京府と東京市が統合した東京都発足（東京都制施行）により、「東京都月島第二国民学校」と改称。
- 1944年（昭和19年） - 埼玉県小鹿野錦町蒔田村に集団疎開。
- 1945年（昭和20年）10月 - 終戦に伴い疎開から帰校。
- 1947年（昭和22年） - 学制改革により、「東京都中央区立月島第二小学校」と改称。
- 1954年（昭和29年） - 月島第二幼稚園を併設。
- 1963年（昭和38年） - プール完成。
- 1968年（昭和43年） -  併設されていた月島第二中学校が、新設の区立第三中学校（中央区立晴海中学校の前身）に統合される。同年、図工室ができる。
- 1972年（昭和47年） - 体育館完成。
- 1980年（昭和55年） - 区立豊海小学校が分離。図書室、家庭科室ができ、冷暖房装置が取り付けられた。
- 1986年（昭和61年） - 11月に発生した伊豆大島・三原山の噴火で、大島町の住民が本校体育館に避難。
- 1990年（平成2年） - 現在の校舎が完成。時計塔が設置される。
- 1999年（平成11年） - 開校90周年記念式典挙行。記念の航空写真撮影実施。
- 2004年（平成16年） - 開校95年を祝い、記念誌発行。
- 2009年（平成21年） - 開校100周年を迎えた。
- 2014年（平成26年） - 開校105周年を迎え、マスコットキャラクター「つっきー」と「にっきー」を制定。
- 2023年（令和5年）1月 - 全教科 研究奨励校となる[2]。

## 通学区域
以下の通り通学区域が定められているが、中央区では「小学校特認校制度」が導入されているため、実際には本校の通学区域から他の中央区立小学校（特認校のみ）に入学することも可能である。ただし、本校の通学区域から、特認校ではない他の中央区立小学校に入学することはできない。また、本校は特認校ではないので、通学区域外から本校に入学することもできない。
- 東京都中央区勝どき1丁目～4丁目
  - なお、勝どきの全地域が区立晴海中学校の学区域に入るため、卒業後は同校に進学する者が多数である。
  - 2024年（令和6年）4月以降、勝どき2丁目18番地と勝どき4丁目6番地が、晴海西小学校の通学区域に変更され、さらに進学先中学校も晴海中学校から晴海西中学校に変更される予定である[3]。

## 施設・教育体制
校舎の3階に体育館、屋上には運動場とプールがある。敷地内に月島第二幼稚園を併設。学級数21（通常18・特別支援学級3）、教職員数31名。教科担任制が複数の教科で導入されている。
小学校の児童数と教員数
| 年度     | 児童総数 | 1年生 | 2年生 | 3年生 | 4年生 | 5年生 | 6年生 | 教員数 | 職員数 |
| -------- | -------- | ----- | ----- | ----- | ----- | ----- | ----- | ------ | ------ |
| 令和元年 | 592人    | 104人 | 105人 | 94人  | 108人 | 83人  | 98人  | 29人   | 3人    |
| 令和2年  | 599人    | 107人 | 104人 | 104人 | 98人  | 104人 | 82人  | 30人   | 4人    |
| 令和3年  | 648人    | 138人 | 106人 | 105人 | 101人 | 94人  | 104人 | 33人   | 4人    |
| 令和4年  | 649人    | 115人 | 135人 | 104人 | 104人 | 99人  | 92人  | 32人   | 3人    |
| 令和5年  | 686人    | 127人 | 118人 | 135人 | 105人 | 102人 | 99人  | 36人   | 3人    |

## 制服
「標準服」と呼ばれる事実上の制服がある。紺色のスタンダードなデザインのものである。

## 給食
中央区の完全給食を採用する。給食は、教室で食べる。

## 学童保育
1年生～6年生を対象とした「プレディ」と称する学童保育が、学内に併設されている。保護者が働いているかは関係なく、誰でも放課後や土曜などに児童を預けられる。放課後から17時まで、保護者が仕事の場合は19時30分までいることができる。

## PTA
PTAが存在する。学校がPTA会費の徴収事務を代行している。教員がPTA・地域行事への積極的に参加することが、教育目標として掲げられている。

## 学校周辺
- 中央区立月島第二幼稚園 - 同一建物内で、かつ進級前幼稚園のひとつ。
- 中央区立かちどき西保育園 - 中央区道をはさんで、敷地が隣接。かつ、進級前保育園のひとつ。
- 中央区立月島第二児童公園
- 勝どき・豊海歴史資料展示館
- (株)テノ・コーポレーション ほっぺるランド保育園 - 進級前保育園のひとつ。
- 東京都道304号日比谷豊洲埠頭東雲町線
- 警視庁月島警察署勝どき橋交番
- 中央区立子ども家庭支援センター きらら中央保育園 - 進級前保育園のひとつ。
- 隅田川
- 勝鬨橋
- 勝どき区民館
  - 都営勝どき1丁目アパート1号棟
- 都営地下鉄大江戸線勝どき駅
- 月島川
- また、「都営勝どき1丁目アパート」以外のマンションなどやコンビニ、飲食店等も点在するほか、月島川をはさんだ対岸側には中央区立月島第一小学校がある。

## アクセス
- 都営バス「勝どき橋南詰」バス停下車後、
  - 1番のりばから、徒歩約115m・約2分（「月島第二幼小前」交差点横断歩道経由・直線距離では約30mだが、「月島第二幼小前」交差点横断歩道経由となるため遠回りとなる）。
  - 2番のりばから、すぐ目の前。
    - 停車系統は、「都03」・「都04」・「都05-1」・「都05-2」・「業10」・「東15」の各系統。なお、「勝どき橋南詰」バス停は、「都05-1出入」も停車するが7時前後の2本と夜間（学校開放時間外）の3本のみの運行、さらに「深夜13」も停車するが、学校開放時間外の運行となる。
- 中央区コミュニティバス「江戸バス」「南循環」で、「勝どき駅前」バス停から、徒歩約185m・約3分。
- 都営地下鉄大江戸線勝どき駅（出口A4b）から、徒歩約185m・約3分。